# Undergump
Undergumpen er hos fugle en betegnelse for området mellem gat og hale. Fjerene er på dette sted ofte karakteristisk farvede.